# Kotsiatis
Kotsiatis (gr. Κοτσιάτης) – wieś w Republice Cypryjskiej, w dystrykcie Nikozja. W 2011 roku liczyła 160 mieszkańców.